# NGC 1803
NGC 1803 је спирална галаксија у сазвежђу Сликар која се налази на NGC листи објеката дубоког неба.
Деклинација објекта је - 49° 34' 3" а ректасцензија 5h 5m 26,5s. Привидна величина (магнитуда) објекта NGC 1803 износи 12,6 а фотографска магнитуда 13,4. NGC 1803 је још познат и под ознакама ESO 203-18, IRAS 05041-4938, PGC 16715.